# Financial Services Authority

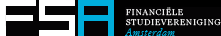
Logo della FSA

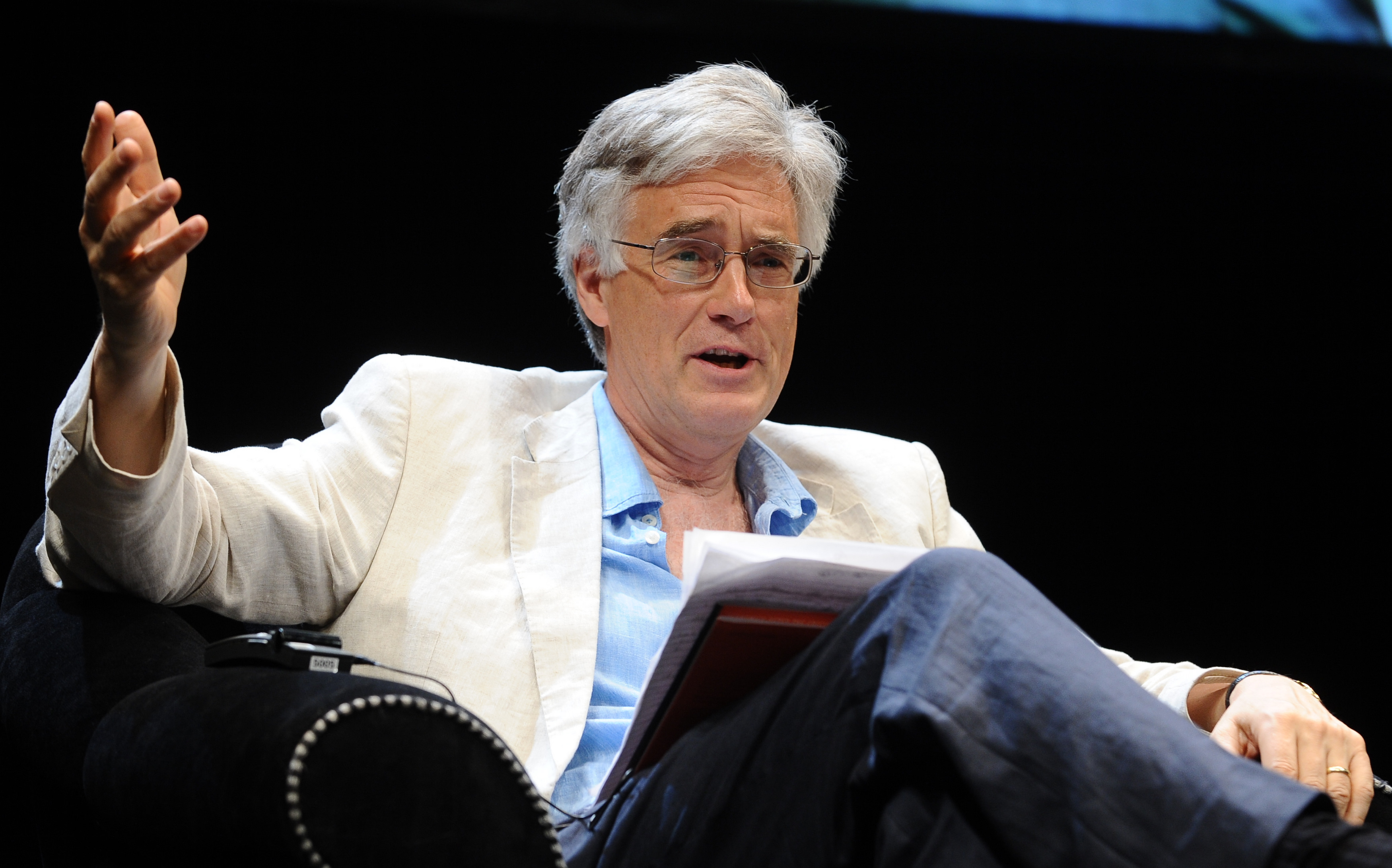
Adair Turner è stato presidente della FSA dal 2008 alla sua abolizione nel 2013.

La Financial Services Authority (FSA) è stata un'autorità indipendente del Regno Unito che aveva compiti di vigilanza sui mercati finanziari definiti dal Financial Services and Markets Act 2000, che ne determinava anche i poteri sanzionatori. 
I poteri di controllo della FSA si estendevano a tutte le società o persone che agiscono sui mercati finanziari, quali banche, compagnie di assicurazione, emittenti di moneta elettronica, intermediari finanziari e del credito
Tra i compiti della FSA c'era inoltre la pubblicazione e l'aggiornamento della UKLA Official List, l'elenco completo dei titoli emessi e destinati ad essere negoziati in Borsa o comunque sui mercati regolamentati del Regno Unito.
L'FSA è stata abolita con il Financial Services Act 2012 del 19 dicembre 2012, con effetto a partire dal 1º aprile 2013. I suoi compiti sono stati assegnati a due agenzie di nuova istituzione, la Prudential Regulation Authority (PRA) e la Financial Conduct Authority (FCA), quest'ultima controllata dalla Banca d'Inghilterra.